# موشويشوي الثاني
قسطنطين بيرينغ سييزو (بالإنجليزية: Moshoeshoe II)‏ (من مواليد 2 مايو 1938 وتوفي في 15 يناير 1996)، كان القائد الأعلى لباسوتولاند. وفي 4 أكتوبر 1966، توج ملكا لليسوتو تحت اسم موشويشوي الثاني.

## حياته
من 10 فبراير 1970 إلى 5 يونيو 1970،أطاح به رئيس وزرائه جوزيف ليبوا جوناثان. ذهب الملك إلى المنفى خلال هذه الفترة إلى هولندا. وتم الإطاحة به مرة أخرى في 10 مارس 1990 واضطر ابنه ليتسي الثالث في 12 نوفمبر 1990 أن يصبح ملكا لليسوتو. ولجئ أثناءها في المملكة المتحدة.
في 25 يناير 1995 عاد لتولي منصب حكم ليسوتو ولكن في 15 يناير 1996، توفي في حادث سيارة على طريق جبلي وأصبح ابنه ليتسي الثالث ملكا لليسوتو في 7 فبراير 1996.

## وفاته
توفي الملك في سن 57 في حادث سيارة عندما سقطت سيارته من طريق جبلي في صباح يوم 15 يناير 1996، كما قتل في الحادث سائقه. ووفقا للحكومة، خرج موشويشوي في الواحدة صباحا لرؤية مواشيه في ماتسينغو كان عائدا إلى ماسيرو عبر جبال مالوتي عندما انحرفت السيارة عن الطريق.

## روابط خارجية
- موشويشوي الثاني على موقع الموسوعة البريطانية (الإنجليزية)
- موشويشوي الثاني على موقع مونزينجر (الألمانية)